# Antonio Jesús Cotán Pérez
Antonio Jesús Cotán Pérez (Olivares, Sevilla, 19 de setembre de 1995) és un futbolista professional andalús que juga com a migcampista ofensiu per la UD Melilla.

## Sevilla
Cotán es va formar a les categories inferiors del Sevilla, i la seva primera temporada com a sènior, la 2012–13, la va jugar amb el Sevilla Atlético a la segona divisió B. El 9 de gener de 2013 va ser convocat amb el primer equip, contra el RCD Mallorca a la Copa del Rei 2012-13 tot i que no va sortir de la banqueta, en un partit que acabà en derrota a casa per 1–2.
El 8 d'agost de 2013, un mes després del seu 18è aniversari, Cotán va debutar amb el primer equip tot jugant tota la segona par en una victòria fora de casa per 6-1 contra el FK Mladost Podgorica a la tercera eliminatòria de la Lliga Europa de la UEFA. L'11 de maig de l'any següent, quan l'equip ja s'havia assegurat el cinquè lloc en lliga l'entrenador Unai Emery estava reservant els titulars per la final de la Lliga Europa de la UEFA 2013-2014, i Cotán va poder debutar a La Liga, jugant els 90 minuts en una derrota per 0–1 contra el Getafe CF.
Cotán va jugar gairebé exclusivament amb l'equip B els anys següents, ajudant en la promoció a Segona Divisió de 2016. Va marcar el seu primer gol com a professional el 21 d'agost d'aquell any, el primer en un empat 3–3 a casa contra el Girona FC.

## Valladolid
El 8 d'agost de 2017 Cotán va signar contracte per dos anys amb el Reial Valladolid de segona divisió, amb el Sevilla reservant-se una opció de recompra. Va participar poc durant la la campanya a causa d'una lesió, en play off d'ascens.
Cotán va abandonar l'Estadi José Zorrilla com a agent lliure el 30 de gener de 2019, sense haver aparegut en cap partit de lliga durant la la temporada.

## Gimnàstic
El 31 de gener de 2019 Cotán va acordar un contracte de sis mesos al Gimnàstic de Tarragona de segona divisió. Va ser utilitzat amb moderació en el seu curt període, en un eventual descens de la segona divisió.

## Roda i Numància
El 25 de juliol de 2019, Cotán es va traslladar a l'estranger per primera vegada en la seva carrera i es va unir al Roda JC Kerkrade de l'Eerste Divisie holandesa. El 2 de setembre de l'any següent, va tornar al seu país natal després de fitxar pel CD Numància, recentment descendit a la tercera divisió.